# Ricardo Santos
Ricardo Santos (sinh ngày 13 tháng 2 năm 1987) là một cầu thủ bóng đá người Brasil.

## Sự nghiệp câu lạc bộ
Ricardo Santos đã từng chơi cho Cerezo Osaka.